# Ärztliches Zentrum für Qualität in der Medizin
Das Ärztliche Zentrum für Qualität in der Medizin (ÄZQ) war ein wissenschaftliches Institut in gemeinsamer Trägerschaft von Bundesärztekammer und Kassenärztlicher Bundesvereinigung.
Das ÄZQ wurde am 17. März 1995 unter der Bezeichnung Zentralstelle der deutschen Ärzteschaft zur Qualitätssicherung in der Medizin (Ärztliche Zentralstelle Qualitätssicherung) gegründet und am 24. Januar 2003 in Ärztliches Zentrum für Qualität in der Medizin (ÄZQ) umbenannt. Die Einrichtung nahm am 1. Oktober desselben Jahres seine Arbeit auf und hatte seinen Sitz zunächst in Köln, seit 2004 in Berlin. Vorstandsvorsitzende waren der Präsident der Bundesärztekammer und der Vorstandsvorsitzende der Kassenärztlichen Bundesvereinigung.
Das Institut war Mit-Initiator und Gründungsmitglied des Deutschen Netzwerks Evidenzbasierte Medizin, des Guidelines International Network und des Aktionsbündnisses Patientensicherheit.
Am 13. April 2024 ließen die Träger des ÄZQ mitteilen, dass die Einrichtung zum 31. Dezember 2024 aufgelöst wird. Die Aktivitäten des Instituts wurden im Dezember 2024 eingestellt.

## Aufgaben
Das ÄZQ nannte sich das gemeinsame Kompetenzzentrum von Bundesärztekammer und Kassenärztlicher Bundesvereinigung für Qualität und Wissenstransfer im Gesundheitswesen. Das Institut war insbesondere in den Bereichen Medizinische Leitlinien, Patienteninformation, Evidenzbasierte Medizin und Patientensicherheit tätig.
Arbeitsschwerpunkte waren zuletzt (Stand April 2024)
- ÄZQ-Leitlinienprogramm
  - Entwicklung und Verbreitung von Versorgungsleitlinien in Zusammenarbeit mit dem AWMF-Leitlinienprogramm der Arbeitsgemeinschaft der Wissenschaftlichen Medizinischen Fachgesellschaften[10]
  - Entwicklung Medizinischer Entscheidungshilfen[11]
  - Qualitätsanforderungen an Leitlinien (Deutsches Leitlinien Bewertungs-Instrument DELBI)

- Patienteninformationen: Entwicklung und Verbreitung von evidenzbasierten Gesundheitsinformationen (Patientenleitlinien) und Unterhalt des Portals patienten-information.de.[12]

## Patienten-Information.de
Patienten-Information.de war das gemeinsame Gesundheitsportal von Bundesärztekammer und Kassenärztlicher Bundesvereinigung. Angeboten wurden evidenzbasierte Gesundheits- und Patienteninformationen, Patientenleitlinien und Medizinische Entscheidungshilfen – insbesondere auf Grundlage von und abgestimmt auf aktuelle Leitlinien.
Thematische Schwerpunkte waren unter anderem Seltene Erkrankungen in Kooperation mit der Allianz Chronischer Seltener Erkrankungen ACHSE und Patienteninformationen in Leichter Sprache in Kooperation mit Special Olympics Deutschland.

## Ehemalige Projekte (Auswahl)
- Portal Arztbibliothek (bis 2015)
- CIRSmedical Deutschland – Koordinationszentrum des Berichts- und Lernsystems der Deutschen Ärzteschaft für Kritische Ereignisse und Fehler in der Medizin (Patientensicherheit) – bis Juni 2020[16]
- Leitlinienclearing von 1999 bis 2005[17]
- Zeitschrift für Evidenz, Fortbildung und Qualität im Gesundheitswesen ZEFQ (Redaktionssekretariat, 1999 bis 2018)

## Auflösung des ÄZQ
Völlig überraschend wurde im April 2024 der Plan von Bundesärztekammer und Kassenärztlicher Bundesvereinigung bekannt, die gemeinsame Einrichtung zum 31. Dezember 2024 aufzulösen. Auf eine Pressenanfrage gaben die Träger des ÄZQ folgende Erklärungen ab.
Stellungnahme der Bundesärztekammer

„Bundesärztekammer (BÄK) und Kassenärztliche Bundesvereinigung (KBV) betreiben seit dem Jahr 1995 das Ärztliche Zentrum für Qualität (ÄZQ). Vor dem Hintergrund geänderter rechtlicher und organisatorischer Rahmenbedingungen sehen KBV und BÄK keine Perspektive für die dauerhafte Fortführung von gemeinsamen Einrichtungen. BÄK und KBV haben deswegen in den letzten Monaten eingehend über die Zukunft des ÄZQ beraten und sind zu dem Ergebnis gekommen, die Tätigkeit des ÄZQ zum 31. Dezember 2024 zu beenden.
Das ÄZQ hat in den vergangenen 30 Jahren wichtige Beiträge zur Patienteninformation, zur Patientensicherheit und zur Förderung einer evidenzbasierten Patientenversorgung geleistet. Diesen Anliegen bleiben wir weiterhin verpflichtet. Die BÄK wird deswegen die jetzt getroffene Entscheidung zu einer stärkeren Fokussierung ihrer diesbezüglichen Aktivitäten in ihren Strukturen nutzen.“

Stellungnahme der Kassenärztlichen Bundesvereinigung

„KBV und BÄK als Gesellschafterinnen haben zum 31. Dezember 2024 die Auflösung des ÄZQ beschlossen. Diese Entscheidung ist aus organisatorischen Gründen getroffen worden, da die Aufgaben des ÄZQ ersatzlos wegfallen und nicht mehr weitergeführt werden.“

Reaktionen

Zahlreiche Kooperationspartner des ÄZQ reagierten auf die Ankündigung der Träger in offiziellen Stellungnahmen mit Unverständnis und Betroffenheit. In diesem Zusammenhang wurde insbesondere auf die Bedeutung des Programms für Nationale Versorgungsleitlinien hingewiesen.
Am 16. August 2024 kündigte das Zentralinstitut für die kassenärztliche Versorgung in der Bundesrepublik Deutschland (Zi) an, dass es die Pflege und Weiterentwicklung der Nationalen Versorgungsleitlinien wahrnehmen werde.